# Laura Benkarth
Laura Anna Benkarth (Freiburg im Breisgau, 14 oktober 1992) is een Duits voetbalspeelster. Ze komt sinds 2018 voor Bayern München uit in de Duitse Bundesliga.

## Statistieken
| Seizoen | Club              | Land   | Competitie | Wedstrijden | Doelpunten |
| ------- | ----------------- | ------ | ---------- | ----------- | ---------- |
| 2009/10 | Freiburg          | Duits  | FRB        | 2           | 0          |
| 2010/11 | Freiburg          | Duits  | FRB 2      | 6           | 0          |
| 2011/12 | Freiburg          | Duits  | FRB        | 13          | 0          |
| 2012/13 | Freiburg          | Duits  | FRB        | 22          | 0          |
| 2013/14 | Freiburg          | Duits  | FRB        | 22          | 0          |
| 2014/15 | Freiburg          | Duits  | FRB        | 19          | 0          |
| 2015/16 | Freiburg          | Duits  | FRB        | 21          | 0          |
| 2016/17 | Freiburg          | Duits  | FRB        | 22          | 0          |
| 2017/18 | Freiburg          | Duits  | FRB        | 15          | 0          |
| 2018/19 | Bayern München    | Duits  | FRB        | 2           | 0          |
| 2018/19 | Bayern München II | Duits  | FRB 2      | 3           | 0          |
| 2019/20 | Bayern München    | Duits  | FRB        | 17          | 0          |
| 2020/21 | Bayern München    | Duits  | FRB        | 12          | 0          |
| Totaal  | Totaal            | Totaal | Totaal     | 176         | 0          |

Laatste update: januari 2021

## Interlands
In 2011 speelt Benkarth met Duitsland O16 haar eerste interland. In november 2015 komt ze tegen Engeland voor het eerst uit voor het Duits voetbalelftal.
Op de Olympische Spelen van 2016 ging zij met het Duits vrouwenvoetbalelftal naar Rio de Janeiro, maar werd uiteindelijk niet ingezet, maar het Duitse team behaalde wel de gouden medaille.

## Privé
Benkarth studeert Bedrijfskunde en Sportwetenschappen.
- Gemeinsame Normdatei: 1263809197
- Virtual International Authority File: 1273165930959268530000